# امپراتور کوریه
امپراتور کوریه (به ژاپنی: 孝霊天皇؛ کوریه تِننو) همچنین به‌نام اوهو یاماتو نیکوهیکو فوتونی نو میکوتو نیز، شناخته می‌شود، هفتمین امپراتور ژاپن بود، که با توجه به نظم سنتی جانشینی به این منصب رسید.
هیچ‌گونه تاریخ مشخصی نمی‌تواند به زندگی این امپراتور اختصاص داده شود، اما قاعدتاً وی در حدفاصل سال‌های ۲۱۵ تا ۲۹۰ قبل از میلاد، فرمانروای ژاپن در نظر گرفته می‌شود.